# Tomasz Mościcki
Tomasz Mościcki (ur. 1965) – polski krytyk teatralny, historyk teatru, dziennikarz Polskiego Radia oraz fotograf.

## Życiorys
Absolwent Wydziału Wiedzy o Teatrze Państwowej Wyższej Szkoły Teatralnej im. Aleksandra Zelwerowicza w Warszawie. Doktor nauk humanistycznych.  Od 1990 roku związany z Polskim Radiem (Program III (1990–1994), Polskie Radio BIS (1994–2004), Polskie Radio Program II (2004)), tworzył na tych antenach audycje poświęcone bieżącemu życiu teatralnemu, a także cykle dokumentalne wokół historii polskiego teatru i jego największych osobowości. Niezależnie od działalności antenowej od 1990 roku czynnie uprawia krytykę teatru współczesnego na łamach czasopism „Po prostu”, „Życie”, „Dziennik”, „ODRA”, „Foyer” i inne.
Jest także historykiem teatru, autorem książek poświęconych teatrom Warszawy. W 2008 roku opublikował monografię słynnego teatru Qui Pro Quo Kochana stara buda. Teatr Qui Pro Quo 1919–1931, nagrodzonej II nagrodą Klio. W 2009 roku ukazały się Teatr Warszawy 1939. Kronika, zaś roku 2012 opublikował Teatry Warszawy 1944–1945. Kronika, monumentalną monografię warszawskich scen ostatnich miesięcy II wojny światowej i pierwszego roku powojennego. Książkę nagrodzono Warszawską Premierą Literacką stycznia 2013 roku, a także Nagrodą Literacką m. st. Warszawy (2013), w tym samym roku przyznano mu także Nagrodę ZASP im. Leona Schillera.
Laureat nagrody dla „Teatralnej Książki Roku” (2017), przyznawanej przez Sekcję Krytyków Teatralnych Polskiego Ośrodka Międzynarodowego Instytutu Teatralnego, w ramach Nagrody im. Stanisława Ignacego Witkiewicza, za książkę Warszawskie sezony teatralne 1944–1949. Za tę książkę był także nominowany do Nagrody Literackiej m. st. Warszawy (2017). Książka ta zdobyła także nagrodę Warszawskiej Premiery Literackiej stycznia 2017 roku. Wspólnie z Januszem Majcherkiem został laureatem Warszawskiej Premiery Literackiej (2018) za książkę Kryptonim „Dziady” Teatr Narodowy 1967–1968. W 2023 roku opublikował Warszawski teatr 1918. Silva rerum, trzecią kronikę teatralnego życia Warszawy, tym razem poświęconą rokowi odzyskania przez Polskę niepodległości. Książka otrzymała nagrodę Rektora Uniwersytetu Warszawskiego w konkursie ACADEMIA 2024 dla najlepszej publikacji akademickiej w dziedzinie nauk społecznych i humanistycznych.
Od 1995 roku jest członkiem Związku Polskich Artystów Fotografików, zaś w latach 1996–2005 był członkiem władz związku. Oprócz tradycyjnej fotografii monochromatycznej oraz cyfrowej zajmuje się historycznymi procesami fotograficznymi (od 1992 roku specjalizuje się w technice gumy dwuchromianowej). Ma na swoim koncie wystawy w Polsce i za granicą. Jego prace znajdują się  w zbiorach polskich (Muzeum w Kazimierzu, Biblioteka Narodowa), a także za granicą (Nikozja, Saloniki). Jego główną inspiracją jest fotografia krajobrazowa. Dużą część swojej twórczości poświęcił polskiemu prawosławiu, a od 2001 roku fotografuje także Świętą Górę Athos (Grecja).